# The Adventures of Bumblefoot
The Adventures of Bumblefoot è il primo album in studio del chitarrista statunitense chitarrista Bumblefoot, autore di tutte le musiche.

## Tracce
1. Bumblefoot – 11:12
2. Orf – 4:23
3. Scrapie – 6:43
4. Blue Tongue – 9:23
5. Limberneck – 5:06
6. Q Fever – 4:28
7. Strawberry Footroot – 1:04
8. Ick – 4:42
9. Rinderpest – 10:39

## Formazione
- Bumblefoot - voce, chitarra
- Zak Rizvi - chitarra
- Juan Croucier -  basso
- Christian Wolff - batteria